# Monaziet
Het mineraal monaziet is een fosfaat met de chemische formule (Ce,La,Y,Th)PO4. (De notatie wil zeggen dat er een kation van een van de tussen haakjes staande zeldzame elementen in de formule zit. Men heeft het bijvoorbeeld over Ce-monaziet als er cerium in de kristalformule voorkomt.) Veelal komen meerdere elementen voor als een mengreeks:
- Ce -monaziet - (Ce,La,Nd,Th)PO4
- La -monaziet - (La,Ce,Nd)PO4
- Nd -monaziet - (Nd,La,Ce)PO4
- Sm-monaziet - (Sm,Gd,Ce,Th)PO4

## Eigenschappen
Het (rood)bruine, grijze, groene of gele monaziet heeft een wasglans en een witte tot gebroken witte streepkleur. Het kristalstelsel is monoklien en de splijting is imperfect tot goed volgens kristalvlak [001]. De gemiddelde dichtheid is 4,6 kg/dm3 en de hardheid is 5 tot 5,5. Monaziet kan als er veel thorium in zit zwak radioactief zijn. Omdat thorium naar radium vervalt, kan er ook radium in monaziet voorkomen.
Monazietkristallen hebben een prismatische vorm, bij grote kristallen zijn de kristalvlakken vaak gestrieerd.

## Voorkomen
Monaziet komt voor in stollingsgesteenten als pegmatieten, granieten, syenieten en carbonatieten, ook in metagranitische gneissen en aders in metamorfe gesteenten. Het wordt vaak samen met goud gevonden in placerafzettingen.
Kristallen groter dan een aantal centimeter zijn zeldzaam. Zeer grote kristallen worden gevonden in Arendal (Noorwegen), Mars Hill in North Carolina en Trout Creek Pass in Colorado in de Verenigde Staten.

## Toepassing
Monaziet wordt gedolven om cerium en andere zeldzame aarden en thorium te winnen. Het wordt gebruikt voor radiometrische dateringen met de uranium-thorium-loodmethode.